# Descendimiento de la cruz (Rogier van der Weyden)
El descendimiento de la cruz (en neerlandés: De Kruisafneming) es considerada la obra maestra del pintor flamenco Rogier van der Weyden. Es un óleo sobre tabla, pintado con anterioridad al año 1443, probablemente hacia 1435. Mide 220 cm de alto y 262 cm de ancho. Se exhibe actualmente en el Museo del Prado de Madrid, como depósito de Patrimonio Nacional. Es conocido, generalmente, como El descendimiento.

## Historia
Este cuadro es la sección central de un tríptico pintado por Rogier van der Weyden como encargo de la guilda o gremio de los ballesteros de Lovaina, para la capilla de Onze Lieve Vrouw van Ginderbuiten (Nuestra Señora Extramuros). En honor a dicho gremio, el artista incluyó diminutas ballestas en los ángulos de la composición. 
En la iglesia de Lovaina estuvo El descendimiento durante más de cien años, si bien no está claro qué sucedió con sus alas o tablas laterales. La regente de los Países Bajos María de Hungría, reputada coleccionista y hermana de Carlos V, llegó a un acuerdo de canje con los responsables del templo: obtuvo la pintura original a cambio de un órgano valorado en 1500 florines y una réplica del Descendimiento pintada por Michel Coxcie, que ha de ser la ahora conservada en el Museo Bode de Berlín. Conforme está acreditado documentalmente por Vicente Álvarez, en el año 1549 el cuadro ya estaba en poder de María de Hungría, en su palacio de Binche. Ese mismo año, durante un viaje realizado por los Países Bajos, lo vio allí el príncipe Felipe de España, quien años después lo recibió de su tía. Se ha creído que fue llevado a España hacia 1555, pero no está claro si ya entonces iba destinado a Felipe II o si María de Hungría lo retuvo hasta su fallecimiento en Cigales. Según un relato más legendario que real, la obra fue enviada en un barco que naufragó, pero debido a que el embalaje que la preservaba era muy bueno la pintura apenas sufrió.
Hacia esos años, el grabador Cornelis Cort copió la composición a buril; añadió un paisaje en lugar del fondo liso, y todas las figuras aparecen invertidas, como es habitual en las estampas de reproducción. Dado que Cort inició su carrera hacia 1553, es poco probable que llegase a ver el original de Van der Weyden, y seguramente se basó en la copia de Coxcie que lo reemplazó en Lovaina.
Ya en España, el cuadro original fue sometido a una ligera restauración, mayormente para disimular las grietas entre los tablones que conforman la superficie. Por las instrucciones que dio Felipe II a los pintores de la corte con motivo de dicha reparación, resulta evidente que le interesaba la dolorida expresión de las figuras. Ordenó que se restaurasen sólo las partes dañadas en vestimentas y fondo, sin tocar las partes esenciales. Seguramente a petición suya, el pintor Juan Fernández de Navarrete (Navarrete el Mudo) creó dos alas o postigos en grisalla que devolvieron a la obra su estado original como tríptico. Dichos laterales se perdieron después.
Durante un tiempo estuvo en la capilla del Pardo, en las proximidades de Madrid. Se ha afirmado que el rey encargó en 1567 a Coxcie de nuevo una réplica. Esta debía quedarse en el Pardo, mientras que el original se llevaría a decorar el Monasterio de El Escorial. Hoy en día, esta copia de Coxcie pertenece al Museo del Prado y se encuentra cedida en depósito en el monasterio de El Escorial. Un reciente estudio técnico del cuadro efectuado por expertos del Prado confirma que Coxcie fue el autor de esta copia, pero hubo de hacerla no en 1567, sino unos veinte años antes, más o menos cuando pintó la de Berlín. Es posible que Coxcie pintase esta segunda copia por encargo del príncipe Felipe cuando vio el original en Binche en su viaje de 1549.
La obra original de Van der Weyden domina la pintura flamenca del siglo XV. Fue muy difundida por España y objeto de innumerables copias. Debió ganar fama nada más realizarse, porque ya en los años 1430 un pintor desconocido realizó una réplica para la capilla de una familia de Lovaina en la iglesia de San Pedro. Esta réplica está hoy en el Museo M de Lovaina. Una copia española, que aportó Leonor de Mascareñas en 1563 al fundar en Madrid el convento de Nuestra Señora de los Ángeles, pasó al Museo del Prado en el siglo XIX tras la desamortización de Mendizábal, y actualmente se exhibe en depósito en la Capilla Real de Granada.

### En el Museo del Prado
Al estallar la guerra civil española en 1936 el gobierno republicano decidió trasladar la pintura original de Van der Weyden desde el monasterio de El Escorial al Museo del Prado, y ante los bombardeos sobre Madrid, fue sacada por el Servicio de Incautación del Patrimonio Artístico a Valencia primero. Luego fue llevada el 3 de febrero de 1939 a Ginebra, junto con las más valiosas obras maestras del museo. Terminada la guerra el 1 de abril, afortunadamente en septiembre de 1939 se consiguió recuperar y hacer regresar a España todas estas obras incautadas. Después la tabla fue incluida formalmente en el Prado mediante un decreto del nuevo gobierno franquista, en 1943. 
Permanece hoy en día en este museo bajo la fórmula jurídica de depósito temporal renovable, cuya última actualización es de 1998. La pintura subsiste en soberbias condiciones de conservación, en especial tras una exitosa restauración en 1992-1994.

## Análisis del cuadro
Es la tabla central de un tríptico, cuyas alas laterales han desaparecido. Se trata de una pintura al óleo sobre madera; el soporte lo conforman once tablas de roble del Báltico ensambladas en vertical. La obra tiene forma rectangular, con un saliente en el centro de la parte superior, en el que se encuentra la cruz y un joven encaramado en la escalera, que ha ayudado a bajar el cadáver.
Van der Weyden se enfrenta con el problema de encajar un gran número de personajes y una escena de gran complejidad en una tabla de dimensiones no muy grandes estipulada por el comitente. El cuadro mide unos 2,6 metros de ancho por 2,2 de alto.
El tema es religioso, típico de la pintura gótica: Cristo bajado de la cruz. Los Evangelios hablan de ello: José de Arimatea pidió a Poncio Pilato que le dejara llevarse el cuerpo de Jesucristo para enterrarlo. A pesar de que el Nuevo Testamento no lo describe con detalle, la pintura y el arte en general lo han representado una y otra vez. 
Se pueden encontrar representaciones tempranas del tema en la pintura sobre madera medieval. Los clavos ya se han quitado y el cuerpo de Cristo es bajado de la cruz, recibido por los brazos de José de Arimatea. Dio lugar a composiciones de solo tres figuras: Cristo, José de Arimatea y Nicodemo. Posteriormente se añadieron personajes «auxiliares» entre ellas, la Virgen María y el apóstol Juan.

Rogier van der Weyden encaja a las figuras en un espacio apaisado, en forma de urna. El fondo es liso, de color dorado, semejando un tablero; de este modo, las figuras parecen esculturas policromadas. Tradicionalmente, los retablos escultóricos eran más costosos y cotizados que los pintados; se puede decir que el artista recreó pictóricamente un grupo de figuras que hubiese resultado mucho más caro en escultura tridimensional. El fondo de oro tiene además un sentido simbólico, como ya se le daba en Egipto: simboliza la eternidad y es propio de lo divino. 

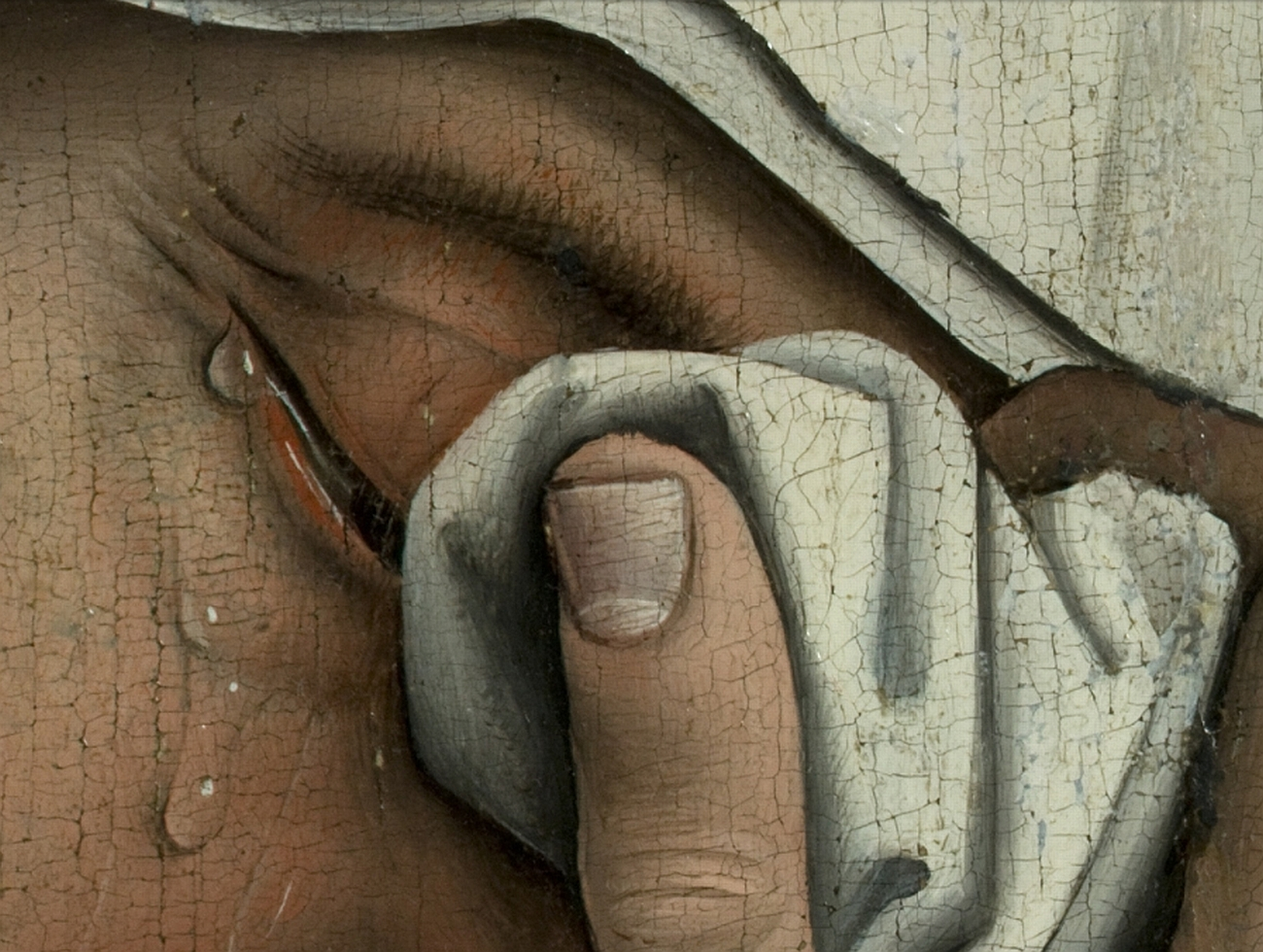
Detalle de las lágrimas de la figura de la izquierda del cuadro, que destaca por la expresión del dolor.

En el primer término, abajo, hay un pequeño fragmento de paisaje, con pequeñas plantas, un hueso alargado y una calavera junto a la mano de María desmayada. Presentar un pequeño matorral vivo junto a la calavera podría aludir a la vida después de la muerte, tal como sostienen las creencias cristianas. La ausencia de paisaje en el resto del cuadro centra toda la atención en las figuras, que se alojan en un espacio reducido. Tal como se describe en los Evangelios, José de Arimatea envuelve el cuerpo de Cristo en un paño blanco de lino, impregnado de sustancias aromáticas. Aparece un anciano de barba blanca identificado como Nicodemo. José de Arimatea y Nicodemo sostienen el cuerpo exánime de Cristo con la expresión de consternación a que obliga el fenómeno de la muerte. 
Hay dos parejas de figuras que se representan paralelamente: María Magdalena y Juan en los extremos englobando el grupo en una especie de paréntesis, y la Virgen María y su hijo Jesucristo en el centro. Al lado derecho, María Magdalena se dobla, consternada por la muerte de Cristo. Es la figura más lograda de todo el cuadro en cuanto a la expresión del dolor. Su movimiento corporal se repite en la joven figura de Juan, vestida de rojo, en el borde izquierdo. Por su parte, la Virgen María es representada sufriendo un desfallecimiento y doblándose. Jesucristo aparece en la misma posición que su madre, lo que significa que los dos sufren el mismo dolor, ilustrado así en la Compassio Mariae, esto es, en el paralelismo entre las vidas de Cristo y la Virgen. 
Las figuras recrean un grupo escultórico y resaltan sobre el fondo liso. Ayudando al efecto de profundidad, el artista incluye en trampantojo sendas tracerías góticas en los dos ángulos principales; estos ornamentos eran comunes en retablos escultóricos y en nichos funerarios. Posiblemente las tracerías armonizaban con el marco original, cuyo diseño se desconoce (el marco actual es posterior). La composición axial vertical y horizontal, rigurosamente estructurada y equilibrada, se inscribe en un óvalo. Las posiciones de los brazos de Jesucristo y de la Virgen expresan las direcciones básicas de la tabla. Puede trazarse una diagonal de la cabeza del joven que ha liberado a Cristo hasta la Virgen y el pie derecho de San Juan. Los rostros están alineados horizontalmente, alineación que viene suavizada por la línea ondulada de las expresiones corporales de los personajes. 
Van der Weyden ha representado a María Magdalena con un cinturón que simboliza la virginidad y la pureza. Este cinturón se encuentra alineado con los pies de Cristo y la cabeza de la Virgen, y en él aparece una inscripción que hace referencia a ambos: IHESVS MARIA. La vestimenta de los personajes sirve como símbolo de su clase social. Ninguna permitía representar las calidades de los objetos y de las telas como la pintura al óleo. De esa manera, Van der Weyden en esta pintura se explaya en la concreción de las calidades, y dependiendo de la clase social del personaje selecciona visón, seda, brocados, raso de azul, lapislázuli para la Virgen...
Otra muestra del preciosismo de la pintura flamenca, gracias a los avances de la técnica del óleo, se muestra en las calidades de los objetos. Hasta este momento la técnicas utilizadas en la pintura eran el temple y el fresco o pintura mural.
Los ropajes y el claroscuro proporcionan los efectos lumínicos. Los colores fríos caracterizan a los personajes más patéticos: las mujeres y el joven subido a la escalera; los demás personajes visten colores cálidos.
Es un cuadro cargado de simbolismo religioso. El pintor desplegó en esta escena toda una gama de exquisitos matices y de doloridas expresiones, con una profunda emoción religiosa, provocando la conmoción del espectador ante las expresiones de los personajes.